# Brachyta delagrangei
Brachyta delagrangei là một loài bọ cánh cứng trong họ Cerambycidae.